# Idaea oenozonata
Idaea oenozonata là một loài bướm đêm trong họ Geometridae.